# East Greenwich (Rhode Island)
East Greenwich es un pueblo ubicado en el condado de Kent en el estado estadounidense de Rhode Island. En el año 2000 tenía una población de 12,948 habitantes y una densidad poblacional de 301 personas por km².

## Geografía
East Greenwich se encuentra ubicado en las coordenadas 41°38′44″N 71°28′39″O / 41.64556, -71.47750. Según la Oficina del Censo, la ciudad tiene un área total de 43,3 km² (16,7 mi²), de la cual 42,9 km² (16,6 mi²) es tierra y 0,4 km² (0,2 mi²) (4.49%) es agua.

## Demografía
Según la Oficina del Censo en 2000 los ingresos medios por hogar en la localidad eran de $70,063, y los ingresos medios por familia eran $90,221. Los hombres tenían unos ingresos medios de $71,578 frente a los $40,934 para las mujeres. La renta per cápita para la localidad era de $38,593. Alrededor del 4.7% de la población estaban por debajo del umbral de pobreza.